# بورت دو شواسي (مترو باريس)
بورت دو شواسي (بالفرنسية: Porte de Choisy)‏ هي محطة مترو تابعة لمترو باريس تقع في فرنسا في الدائرة الثالثة عشرة في باريس.[بحاجة لمصدر]

## التاريخ
افتتحت المحطة في 7 مارس 1930 كجزء من امتداد الخط 10 من ساحة إيطاليا، والتي كانت بمثابة محطتها الشرقية (من إنفاليد). وفي 26 أبريل 1931، تم تحويلها إلى الخط 7 ولم تعد محطة عندما تم تمديدها إلى بورت دي إيفري إلى الجنوب.
كجزء من برنامج ”مترو + واحد + رائع“ الذي تنفذه الهيئة المستقلة للنقل في باريس، تم تجديد وتحديث ممرات المحطة وإضاءة الأرصفة في 22 سبتمبر 2005.
وفي عام 2019، استخدم المحطة 2,598,026 راكبًا، وهي المحطة رقم 200 من المحطات الأكثر ازدحامًا في شبكات المترو من بين 302 محطة.